# Neoepiscardia spatulata
Neoepiscardia spatulata är en fjärilsart som beskrevs av László Anthony Gozmány. Neoepiscardia spatulata ingår i släktet Neoepiscardia och familjen äkta malar. Inga underarter finns listade i Catalogue of Life.